# Basuru, Sorab
Basuru là một làng thuộc tehsil Sorab, huyện Shimoga, bang Karnataka, Ấn Độ.